# Пляска дикарей
«Пляска дикарей» (англ. Wild Men’s Dance; фр. Danse Sauvage) ― фортепианная композиция Лео Орнштейна, датируемая либо 1913, либо 1914 годом. Получила широкую известность как первая в истории музыкальная пьеса, почти полностью состоящая из кластеров (и тем самым предвосхитившая экспериментальные сочинения Генри Кауэлла). «Пляска…», наряду с такими композициями, как «Впечатления от Темзы» (англ. Impressions of the Thames, 1913―14), «Самоубийство на аэроплане» (англ. Suicide in an Airplane, 1913? и «Поэмы 1917 года» (англ. Poems of 1917), относится к раннему периоду творчества Орнштейна, отличающемуся революционностью и экстравагантностью музыкальных идей и, по мнению критика Джозефа Смита, «представляющему собой nec plus ultra пианистической ярости».
Ноты «Пляски…» были опубликованы в 1915 году издательством «Schott & Co.»

## История создания и премьера
В начале 1910-х годов Орнштейн стал создавать произведения, содержащие множество диссонансов. Позднее композитор поделился воспоминаниями о сочинении подобных пьес: «Поначалу я действительно сомневался в своём здравомыслии. Бывало, я спрашивал у самого себя ― что я вообще пишу? Это было настолько непохоже на всё, что я когда-либо делал».
27 марта 1914 года в Лондоне состоялся концерт, на котором Орнштейн, в дополнение к трём хоральным прелюдиям Баха в аранжировке Бузони и нескольким пьесам Шёнберга, впервые исполнил на публике свои «футуристические» произведения, среди которых была и «Пляска дикарей». Выступление молодого пианиста и композитора вызвало широкий резонанс среди слушателей ― так, одна из газет описала сочинения Орнштейна как «сумму Шёнберга и Скрябина в квадрате». Другие журналисты были более категоричны в своих критических оценках: «Мы никогда не страдали от такого невыносимого уродства, выраженного в терминах так называемой музыки».
Следующее выступление Орнштейна вызвало бунт аудитории, о чём композитор впоследствии вспоминал: «На моём втором концерте <…> я мог сыграть всё что угодно. Я сам не слышал фортепиано. Толпа свистела, гудела и даже бросала на сцену самодельные снаряды». Несмотря на это, реакция публики не была сугубо негативной — к примеру, в журнале «Музыкальный стандарт» была опубликована статья, в которой Орнштейна назвали «одним из самых замечательных композиторов современности с зачатками реализма и человечности, свидетельствующими о гениальности».

## Критика

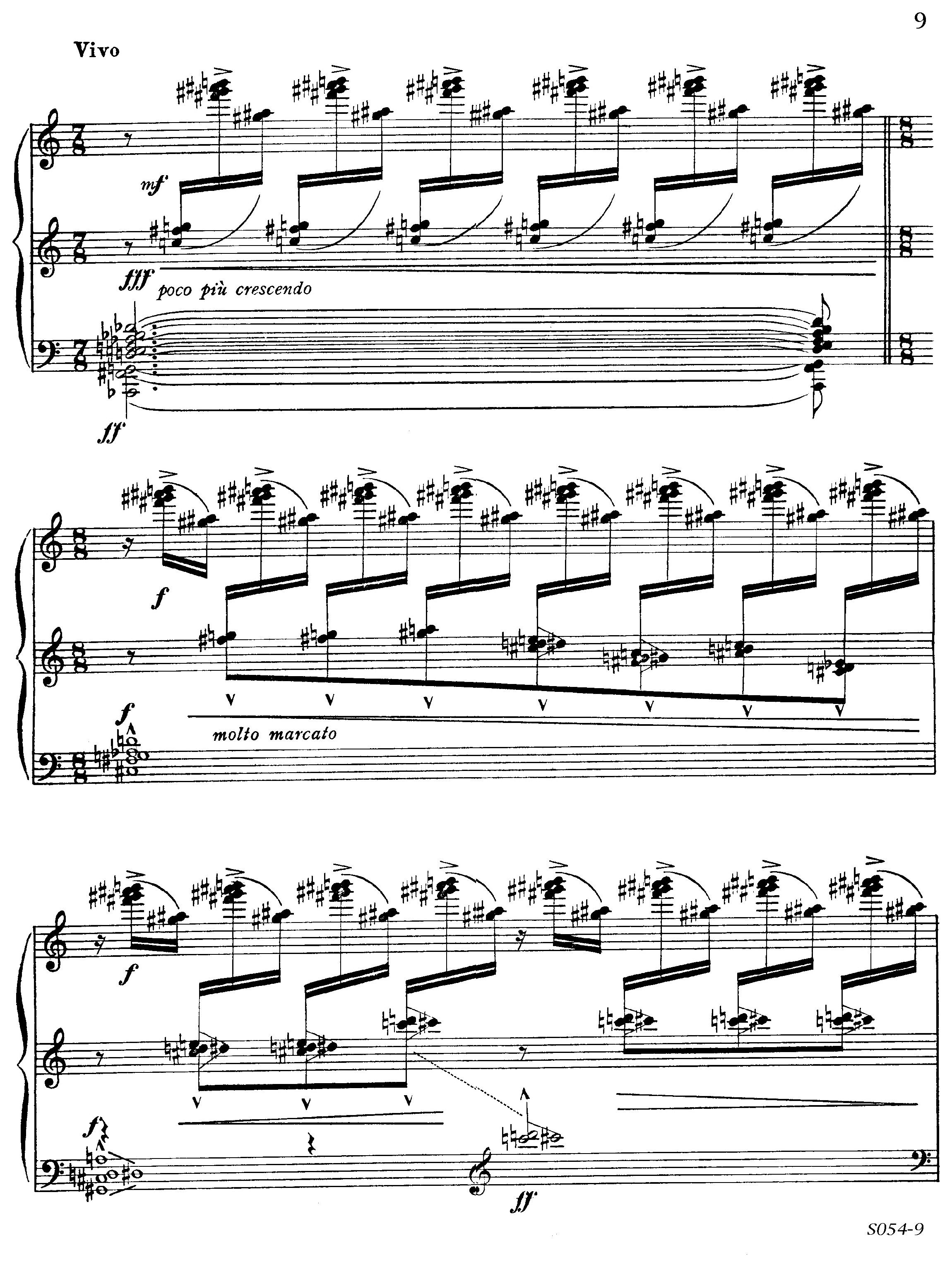
Одна из страниц «Пляски…»

Ранние сочинения Орнштейна, принесшие ему известность, получили огромное количество критических отзывов.
В 1916 году Герберт Пейзер заявил, что «мир шагнул из эпохи Бетховена в эпоху Лео Орнштейна». Два года спустя критик Чарльз Бьюкенен охарактеризовал новаторство Орнштейна следующим образом: «[Он] обрушивает на нас массу пронзительных и дерзких диссонансов вместе с аккордами, заключающими в себе от восьми до дюжины нот и составленными из полутонов, наложенных один на другой». Фредерик Мартенс, автор первой биографии композитора, писал:

Орнштейн для многих олицетворяет злого музыкального гения, блуждающего без предельной тональной ортодоксальности по причудливой Ничейной земле, наполненной извилистыми звучаниями, воплями футуристического отчаяния, кубистическими визгами и постимпрессионистскими криками и громовыми раскатами. Он великий анархист и иконоборец.
В 2002 году музыковед Гордон Рамсон также выразил своё отношение к пьесе: «„Пляска дикарей“ ― это произведение неистового, неуправляемого ритма, состоящее из плотных групп аккордов […] и брутальных акцентов. Хитроумные ритмы и гигантские грохочущие аккорды пронизывают весь диапазон фортепиано. Это ― композиция, созданная для великого виртуоза, способного наполнить её жгучей и свирепой энергией».
Однако далеко не все отзывы о произведениях Орнштейна были положительными и одобрительными ― к примеру, композитор Кайхосру Сорабджи в своей книге «Mi contra fa» (1947) назвал «Пляску дикарей» «ультраманиакальным диссонирующим кошмаром».

## Комментарии
1. ↑  Хотя сам Орнштейн называл свои первые сочинения «футуристическими», в наше время их чаще всего именуют «модернистскими», поскольку под футуризмом принято понимать художественное движение, возникшее в Италии в конце первого десятилетия 1900-х годов и ассоциирующееся главным образом с «искусством шумов» (итал. L’arte dei Rumori).